# San Luca (singolo)
San Luca è un singolo del cantautore italiano Cesare Cremonini, pubblicato il 6 dicembre 2024 come secondo estratto dall'ottavo album in studio Alaska Baby.
Il brano vede la collaborazione vocale del cantautore Luca Carboni.

## Descrizione
Il brano, scritto da Cremonini con Tropico, ha visto la collaborazione vocale di Luca Carboni, segnando il ritorno di quest'ultimo nelle scene musicali dopo aver contratto un carcinoma al polmone. Il titolo del brano è dedicato al Santuario della Madonna di San Luca di Bologna, città natale di entrambi gli artisti. In un'intervista Cremonini ha raccontato il significato del brano e la scelta di collaborare con Carboni:

## Accoglienza
Il brano è stato accolto positivamente dalla critica musicale, che ne ha apprezzato la produzione e l'unione delle vocalità dei due artisti.
Gianni Sibilla di Rockol descrive il brano come «una ballata classica» scrivendo che «quando [Luca Carboni] entra a metà canzone l’effetto è da brividi, per chi ama la canzone italiana».  Gian Marco Sandri del The Hollywood Reporter Roma afferma che il brano «si apre con una fascia sonora calma in La maggiore», trovando interessante la collocazione del brano nella tracklist dell'album poiché si riscontra «l’opposizione di un pezzo musicalmente scuro come Dark Room».
Lorenza Ferraro di All Music Italia si sofferma sulle tematiche del testo, riscontrandovi la «felicità», la «fede nell’umano» e di «solitudine, ma lo fa dando a questo termine un’accezione positiva. Di fatto, la solitudine diventa in questo brano uno strumento per trovarsi, riscoprirsi e non sentirsi più solo». Marco De Crescenzo di Newsic.it afferma che il brano sia «una preghiera laica che si intreccia con l’icona di Luca Carboni, con una voce che si fa simbolo di una leggendaria amicizia musicale».

## Video musicale
Il video, diretto da Ivan D'Ignoti, è stato reso disponibile l'11 dicembre 2024 sul canale Vevo-YouTube del cantante.

## Tracce
Testi e musiche di Cesare Cremonini, Davide Petrella, Alessandro Magnanini.
1. San Luca – 5:33

## Classifiche
| Classifica (2024) | Posizione massima |
| ----------------- | ----------------- |
| Italia            | 28                |